# LF 126
Le LF 126 est une épave située dans la baie de Zavratnica en Croatie et coulée le 25 août 1944 par des chasseurs Hawker Hurricane de la Royal Air Force britannique. Outre son intérêt historique, c'est un site populaire de plongée sur épave en apnée notamment en raison de sa facilité d'accès. Du fait de sa faible profondeur et de la clarté de l'eau, l'épave peut également être observée en faisant du snorkeling. 
Il s'agit d'un bateau de transport et de débarquement à double coque de type Siebelfähre utilisé par l'armée allemande ainsi que la marine allemande durant la Seconde Guerre mondiale.